# Hermann Müller (Musiker)
Hermann Müller (* 1. Oktober 1868 in Dortmund; † 17. Januar 1932 in Paderborn) war ein deutscher römisch-katholischer Geistlicher, Theologe und Kirchenmusiker.

## Biographie
Müller erhielt seine erste musikalische Ausbildung durch den Chorregenten der Propsteikirche St. Johannes Baptist in seiner Heimatstadt. Nach dem Abitur am Theodorianum 1887 studierte er Theologie in Innsbruck. 1891 wurde er in Trient zum Priester geweiht. Nach einiger Zeit als Kurat und Vikar in der Liebfrauenkirche in Dortmund besuchte er 1893–1894 die Kirchenmusikschule Regensburg, wo er bei Franz Xaver Haberl und Michael Haller studierte. Anschließend erhielt er eine Berufung zum Domchordirektor in Paderborn, wo er sieben Jahre lang wirkte. Nachdem er an der Universität Tübingen mit einer theologischen Arbeit über Polykarp von Smyrna promoviert worden war, begann er 1895 am Leoninum in Paderborn zu unterrichten. 1901 wurde er zum Professor für Moraltheologie an die Theologische Fakultät Paderborn berufen. Von 1910 bis 1926 amtierte er als Generalpräses des Allgemeinen Cäcilien-Verbands. In den 1920er-Jahren betrieb er intensive Forschungen zum Kirchenlied. Seine Zusammenstellung eines kleinen Kanons wurde von den deutschen Bischöfen angenommen und entwickelte sich zur Keimzelle der Einheitslieder (1947) und des Gotteslob (1975). Zudem betreute er die Beiträge zur Kirchenmusik im Lexikon für Theologie und Kirche.